# Aloha Airlines
A Aloha Airlines foi uma  companhia aérea estadunidense com sede em Honolulu, no estado do Havaí. Sua principal base foi o Aeroporto Internacional de Honolulu.
Encerrou suas operações em 31 de março de 2008. Sua frota foi vendida e seus velhos Boeings 737-200 foram sucateados. Com sua paralisação, 3.700 funcionários e 31.000 passageiros ficaram desamparados com o fim da companhia.

## Frota
- 1 Boeing 737-800
- 8 Boeing 737-700
- 13 Boeing 737-200

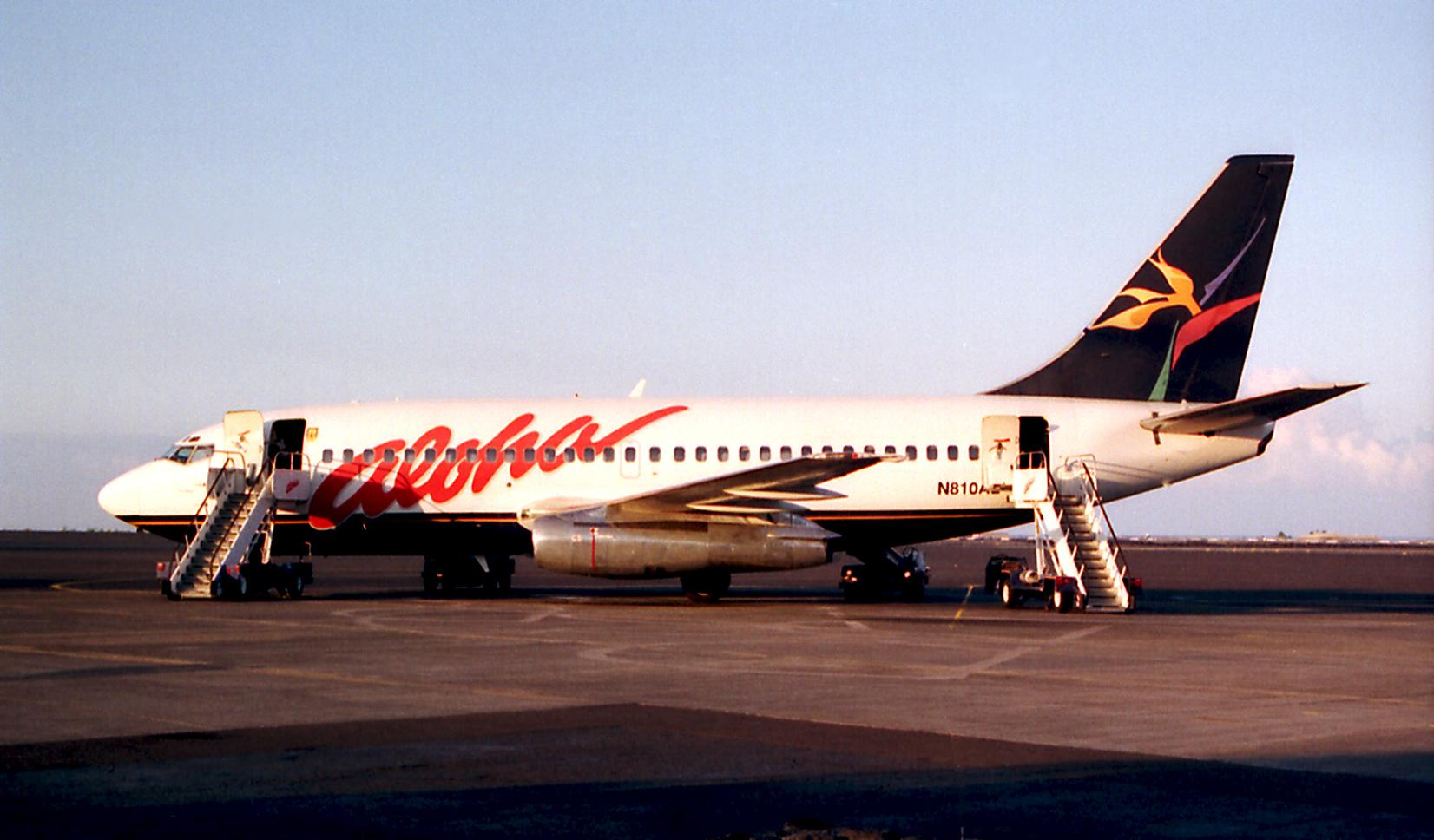
Boeing 737-200 da Aloha Airlines.

- A idade média da frota na sua paralisação era de 18,2 anos.

## Destinos da frota após a paralisação
- 1 Boeing 737-800 - foi vendido e será arrendado pela Transavia (entrega em novembro de 2008).
- 6 Boeing 737-700 - foram vendidos e arrendados pela Alaska Airlines (entrega em dezembro de 2008).
- 1 Boeing 737-700 - foi vendido e arrendado pela Varig (entrega em julho de 2008).
- 1 Boeing 737-700 - foi sucateado, e suas peças foram vendidas em Los Angeles.
- 13 Boeing 737-200 - Fforam sucateados, e suas peças foram vendidas em Honolulu.

## Incidentes e acidentes

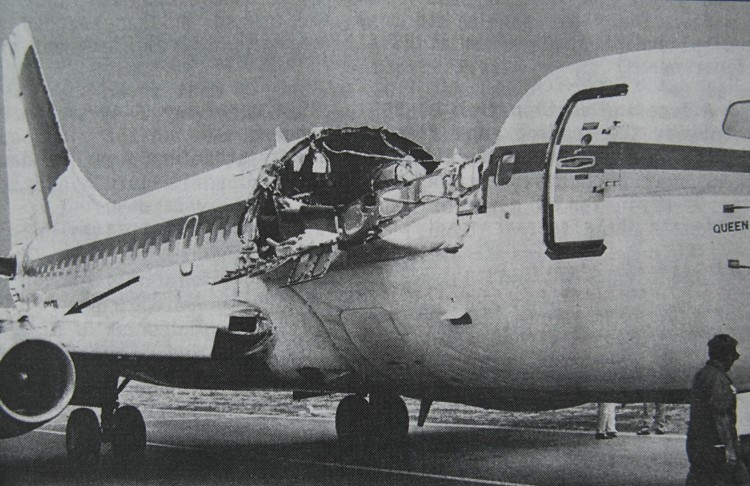
Fuselagem do Voo Aloha Airlines 243.

- Voo Aloha Airlines 243, em 28 de abril de 1988.